# کشتی مین‌جمع‌کن کلاس ای
کشتی مین‌جمع‌کن کلاس ای (به انگلیسی: A-class minesweeper) یک کلاس از کشتی است که طول آن ۴۲٫۸ متر (۱۴۰ فوت ۵ اینچ) می‌باشد.